# Saison 5 de Archer
Chronologie
Saison 4 Saison 6
Cet article présente les épisodes de la cinquième saison, surnommée Archer : Vice, de la série télévisée d'animation Archer.

## Épisodes
| № | #  | Titre                                                              | Scénario               | Première diffusion (États-Unis) | Audience (en millions) |
| --- | -- | ------------------------------------------------------------------ | ---------------------- | ------------------------------- | ---------------------- |
| 50 | 1  | Blancs comme neige White Elephant                                  | Adam Reed              | 13 janvier 2014                 | 1,65                   |
| Sterling Archer arrive au bureau le jour de l'anniversaire de sa mère. Le bureau est dans une splendeur béate avant qu'une explosion ne secoue soudainement le bâtiment et qu'il ne soit envahi par des intrus lourdement armés et blindés. Dans la fusillade qui s'ensuit, Brett est abattu avant que les assaillants ne se révèlent être le FBI. Les agents se rendent et l'agent principal du FBI, Holly entre finalement en annonçant son identité, réprimandant les autres pour avoir oublié de le faire au début. Archer se demande pourquoi ils ont attaqué alors que Holly le place, lui et le reste du personnel, en état d'arrestation pour de nombreuses accusations. Ils remettent en question les accusations alors que Holly arrête Malory et révèle que l'ISIS opère sans l'autorisation ni l'autorisation du gouvernement. La révélation choque les agents mais Malory est complètement impénitent de leur avoir menti. À l'arrière du fourgon de police, Malory dit au personnel de ne rien dire, car elle pourrait peut-être les empêcher d'aller en prison. Archer et Lana suivent ses instructions, mais Cyril, Pam, Cheryl, Ray et Krieger se renversent en échange de négociations de plaidoyer, révélant tout ce qui s'est passé à l'ISIS. Archer et Lana commencent à se battre dans un stratagème pour attirer et assommer leurs interrogateurs et se libérer. Toujours en colère, Lana est surprise quand Archer lui propose de l'épouser, pour que son bébé ait un père. Elle rejette l'offre en disant « Je préférerais perdre le bébé » et il sort presque en larmes, mais révèle qu'il fait semblant, l'agaçant davantage. Ils libèrent le personnel juste au moment où ils réalisent également qu'ils ne recevaient pas réellement d'accords de plaidoyer, et se lancent dans l'interrogatoire de Malory pour découvrir qu'elle signe un accord pour les tirer d'affaire (apparemment parce qu'elle connaît une personne extrêmement influente, se référant à cet individu. comme « lui », probablement le président des États-Unis). Toutes les charges retenues contre l'ISIS et ses agents seront abandonnées, mais l'ISIS doit fermer définitivement, ce que Malory accepte, au grand choc de tous. De retour au bureau, le personnel débat de leur avenir incertain. Archer interrompt la conversation en demandant ce qu'ils vont faire avec « l'éléphant » dans la pièce, révélant une énorme réserve (une tonne littérale) de cocaïne dans le mur derrière le bureau de Malory. Malory a une idée et Lana demande avec scepticisme si elle veut réellement former un cartel de la drogue. Malory se demande à quel point cela pourrait être difficile. Archer envisage la vie en tant que trafiquant de drogue (montrant les faits saillants pour le reste de la saison) avant de chuchoter le nom de la saison Archer Vice. |    |                                                                    |                        |                                 |                        |
| 51 | 2  | Le Baiser de la mort A Kiss While Dying                            | Adam Reed              | 20 janvier 2014                 | 1,17                   |
| L'équipe de l'ISIS tente de vendre 20 kilos de cocaïne à l'un des contacts de Malory. Le contact s'avère être Ramon Limon (qu'Archer a rencontré et a essayé de séduire dans l'épisode Opération séduction). Afin de transporter la cocaïne en Floride, Krieger conçoit un moyen de la transformer en un plâtre corporel complet pour Pam. Pam finit par manger des kilos de cocaïne pendant qu'Archer soigne une blessure à la tête, laissant Lana assurer le succès de la mission. L'équipe de l'ISIS est dupée par une alliance entre Ramon et Charles et Rudy. |    |                                                                    |                        |                                 |                        |
| 52 | 3  | Une dette d'honneur A Debt of Honor                                | Adam Reed              | 27 janvier 2014                 | 1,13                   |
| Après avoir été trompé dans l'épisode précédent, l'ancien membre du personnel de l'ISIS essaie de savoir quoi faire avec un million de faux billets. Après avoir débattu de ce qu'il fallait faire avec l'argent, y compris l'obtention d'armes (puisqu'elles ont toutes été saisies par le FBI avec le QG de l'ISIS), ils abandonnent et partent. Avec tout le monde parti, Pam prend l'argent. Le personnel revient pour trouver l'argent manquant et Pam entre avec un sac de drogue, révélant qu'elle a utilisé les faux billets pour acheter de la drogue aux Yakuza en pensant qu'ils ne pourront pas la trouver. Cependant, ils la retrouvent et encerclent le manoir. M. Moto (le gangster de Drift Problem) appelle et demande le retour de la drogue et de la tête de Pam (littéralement). Cheryl essaie de négocier et de leur offrir de l'argent mais ils refusent. Sans armes à proprement parler, les agents s'arment avec des armes de la collection d'armes anciennes du parent de Cheryl. Ce faisant, un tireur d'élite s'ouvre sur eux, frappant Ron et les forçant à se disperser. Avec Ron en danger de mort, Cheryl révèle un réseau de tunnels sous le manoir traversant New York. Elle, Cyril et Pam transportent Ron via les tunnels devant le Yakuza et prennent un taxi pour l'hôpital pendant qu'Archer met en place son propre plan. Utilisant un tunnel pour se faufiler dans la limousine de M. Moto, il parvient à tromper le conducteur pour qu'il le laisse entrer. Le maîtrisant, il tient Moto sous la menace d'une arme, le forçant à faire arrêter le reste du Yakuza. N'ayant pas le choix, Moto accepte mais demande qu'il obtienne quelque chose en retour pour sauver la face. Archer, en partie ivre d'alcool et descendant des amphétamines dans la limousine, accepte de leur donner cinq millions de dollars de cocaïne par Moto, en plus de ce qui reste de la drogue achetée par Pam et de toute la fausse monnaie. Alors qu'Archer, Lana et Malory regardent les Yakuza partir, Archer déclare qu'il pense que les choses ont plutôt bien fonctionné, au grand dam de Malory. Elle casse alors son téléphone par agacement. L'épisode se termine par le rire d'Archer, car c'était celui de Woodhouse plutôt que le sien. |    |                                                                    |                        |                                 |                        |
| 53 | 4  | Intervention à domicile Archer Vice: House Call                    | Adam Reed              | 3 février 2014                  | 1,13                   |
| En réalisant qu'ils ont perdu 6 millions de dollars de cocaïne sans profit en raison de leur maladresse, le groupe décide finalement de s'attaquer à la dépendance assez grave à la cocaïne de Pam. Malory menace d'envoyer Pam en cure de désintoxication, et à son tour, Pam (qui a perdu beaucoup de poids), menace d'aller directement voir les flics et de les dénoncer tous. Woodhouse l'assomme alors avec une poêle à frire, et le groupe retient son. Cheryl/Carol entre, suivie de Krieger qui apparaît d'un passage secret. Cheryl révèle que les passages sont une autre œuvre de son grand-père. Krieger suggère d'utiliser sa nouvelle puce de contrôle mental améliorée pour corriger la personnalité addictive de Pam. Archer mentionne l'échec de la dernière puce lorsqu'elle est utilisée sur Len Trexler, attirant l'intérêt de Ron que Malory essaie de calmer. Pam se réveille et est furieuse en entendant leurs plans pour implanter la puce dans son cerveau. Malory suggère d'utiliser la puce pour soigner le trac de Cheryl, mais Cheryl rejette l'idée. Malory commence à insister, mais Pam se détache, attrape Cheryl et disparaît dans le tunnel d'où Krieger est initialement sorti. Ils se préparent à traquer Pam avec des tranquillisants, mais l'agent Holly arrive à l'improviste pour les vérifier, mentionnant la cocaïne et la fusillade de Yakuza (de l'épisode précédent). Ils nient toute action illégale et proposent diverses raisons pour lesquelles Ron est dans un lit d'hôpital. Ray crie à l'étage, Holly, le prenant pour une femme s'enfuit pour enquêter. Les agents et Krieger poursuivent pour l'empêcher de trouver la cocaïne. À l'étage, Pam et Cheryl, ont émergé d'un mur et rencontrent un Ray émotionnellement brisé (et l'effrayant en criant) et le réprimandant, avant de partir. Holly fait irruption dans la pièce, seulement pour que Ray lui lance des bouteilles d'alcool vides et des insultes. Lana se dirige vers la cuisine, pour empêcher l'agent Holly de trouver la cocaïne enfermée dans le garde-manger. Lana se demande si elle doit dénoncer les autres en échange de sa propre immunité et de son placement dans la protection des témoins. Archer entre et ils se taquinent. Il admet alors son inquiétude et lui dit de s'enfuir, tant qu'elle a encore une chance. Cela encourage Lana et ils plaisantent pendant un moment. Cependant, Holly se présente devant la porte de la cuisine. Archer se promène pendant une minute, puis Lana le bat. Commençant à s'essouffler, Pam laisse presque tomber Cheryl, qui lui dit comment se rendre à la cuisine pour plus de cocaïne. Ron commence à sortir de la maison, et sur Malory, disant qu'il lui enverra ses affaires. De retour à la cuisine, Holly est sur le point d'entrer dans le garde-manger et de trouver la cocaïne lorsque le mur tourne autour, révélant Krieger et Cyril et cachant la cocaïne. Le coca est maintenant caché, mais Pam le trouve et commence à le manger de l'autre côté du mur. Archer fait tourner le mur, révélant Pam et Cheryl. Ils tranquillisent Pam et Cheryl (par accident), et elles tombent toutes les deux. Archer et Lana les renvoient à travers le mur cachant les preuves et confrontent Holly quand il réussit enfin à franchir la porte. Sans aucune preuve, Holly accepte finalement de partir, mais prévient qu'il les surveillera. Seul avec Cyril, Krieger révèle qu'il n'a qu'une seule puce de contrôle mental et qu'ils doivent choisir entre réparer les personnalités de Pam ou Cheryl. Krieger suggère qu'ils lancent une pièce, mais Cyril dit non. De retour dans la salle de travail principale, Lana suggère que Holly avait raison de dire qu'ils avaient beaucoup de relations internationales, Archer dit qu'il fera quelques voyages et Malory réfléchit à vendre à un cartel international. Elle interroge ensuite Krieger sur l'implant de puce cérébrale; Pam assise inconsciente sur le canapé. Il dit qu'il pense que cela a réussi, car elle n'est pas morte, mais ils devront attendre et voir s'il y a des effets secondaires indésirables. À ce stade, une Cheryl bâillante, vêtue de sa tenue de scène avec une guitare, entre maintenant sous le nom de « Cherlene ». Krieger suggère qu'il semble qu'ils n'aient pas à s'inquiéter. |    |                                                                    |                        |                                 |                        |
| 54 | 5  | Tournée sudiste Archer Vice: Southbound and Down                   | Adam Reed, Ben Hoffman | 24 février 2014                 | 1,05                   |
| Malory décide de se diriger vers le Texas après que Cherlene ait été réservée pour les limites du comté de Travis, et elle doit prendre le bus, car Cherlene ne vole pas. Ils ont environ 36 heures pour se rendre de New York à Austin, mais Archer insiste sur le fait qu'il sera plus proche de 24 au moment où ils prendront le bus et la voiture de blocage dans le but de vivre tous ses fantasmes de Smokey And The Bandit. Pendant ce temps, Krieger redémarre le processeur de la jambe bionique de Ray, lui permettant de marcher à nouveau, mais donnant également à Krieger le contrôle total de ses mouvements. Pam, par besoin désespéré d'être recherchée, informe un gang de motards que le bus de tournée transporte de la cocaïne. Cela incite le gang et les flics corrompus à attaquer le bus mais après une séquence de poursuite épique, le groupe parvient à leur échapper et à amener Cherlene au concert, avec beaucoup de succès. |    |                                                                    |                        |                                 |                        |
| 55 | 6  | Baby Shower Archer Vice: Baby Shower                               | Adam Reed              | 3 mars 2014                     | 0,95                   |
| Une Lana irritée rompt la dernière session d'enregistrement de Cherlene avec le groupe, soulignant que l'enregistrement à « l'heure dorée » ne s'applique qu'au cinéma, avant de faire remarquer à Malory que leur situation financière pèse sur elle. Prenant l'idée à cœur, Malory ordonne à l'équipe de trouver des moyens de rapporter de l'argent, pour lequel Krieger prétend avoir mis en place une méthode en ligne infaillible pour vendre et expédier leur magasin de cocaïne. Au petit déjeuner, Ray pose que l'humeur récente de Lana pourrait avoir quelque chose à voir avec le fait que personne ne lui a organisé une baby shower, quelque chose que même Malory trouve flagrant. Archer prend en charge, mais confie rapidement les tâches de décoration à Woodhouse, empruntant Pam pour une mission spéciale : recruter un Kenny Loggins en ville pour jouer à la douche de Lana. Nostalgique de ses jours d'espionnage, Archer emmène Pam au Madison Square Garden pour se frayer un chemin dans les coulisses, mais l'agent de sécurité souligne que Kenny se trouverait très probablement à l'hôtel Tuntmore, pas sur le site lui-même. À son arrivée au Tuntmore, Archer complote pour rechercher le numéro de chambre de Kenny, jusqu'à ce que Pam désigne simplement le chanteur lui-même dans le hall. Archer se présente, mais un Kenny désintéressé signe simplement le costume d'Archer et commence à s'éloigner. Quand Archer attrape le bras du chanteur, le garde du corps de Kenny, Ricky, pose rapidement Archer avec un taser. Alors que Malory tente d'empêcher Lana d'entrer dans Woodhouse pour organiser la fête prénatale, Archer et Pam soudoient une femme de chambre d'hôtel pour qu'elle se déguise pour monter dans la chambre de Kenny. Une fois arrivés dans la suite, cependant, Ricky reconnaît et attaque immédiatement Pam, tandis qu'Archer se glisse à l'intérieur pour fournir un service de chambre. Kenny voit rapidement à travers la ruse, adoptant une position défensive et supposant qu'Archer est un mercenaire pour un homme nommé « Borgnar », cherchant à récupérer une valise émettant une étrange lumière violette. Pam continue de se battre contre Ricky alors qu'Archer poursuit Kenny vers une piscine dangereuse sur le balcon, assurant au chanteur qu'il ne travaille pour personne d'autre. Le combat de Pam et Ricky se répand sur le balcon, jetant Kenny dans la piscine et brisant accidentellement son mur de verre. Archer passe à l'action pour empêcher Kenny de tomber, expliquant qu'il voulait seulement que le chanteur joue à une baby shower. Kenny commence un duo Danger Zone avec Cherlene, alors que Lana est accueillie dans sa fête et couverte de cadeaux. Malory explique que le service de livraison de Krieger a libéré leurs finances pour tous les cadeaux, avant que Krieger ne révèle accidentellement qu'il avait acheté la cocaïne lui-même pour donner à Malory l'impression de réussir. Archer abandonne à contrecœur son propre berceau comme cadeau pour Lana (qui est ravie), mais attire son attention sur l'événement principal, Kenny Loggins chantant Danger Zone. À moitié consciente de la référence, Lana laisse filer à un Archer irrité qu'elle n'a aucune idée de qui est réellement Kenny Loggins, ou que la référence d'Archer provient d'une chanson. |    |                                                                    |                        |                                 |                        |
| 56 | 7  | Le spleen des trafiquants Archer Vice: Smugglers' Blues            | Adam Reed              | 10 mars 2014                    | 0,95                   |
| Lana tente de s'entraîner à nourrir son bébé à la cuillère avec Pam, avant que le duo ne soit interrompu par les reproches de Cherlene et Malory à propos des enfants. Malory remarque plusieurs centaines de livres de cocaïne manquantes, pour lesquelles elle blâme initialement Pam, bien que nous apprenions qu'Archer, Ray et Cyril ont en fait emporté la cocaïne en Colombie à la recherche de « La Madrina », un trafiquant du cartel qui achèterait probablement la plupart de leurs fournir, si seulement ils peuvent la trouver. À l'atterrissage, le trio s'est rendu dans une taverne locale à la recherche de renseignements sur le contact avec La Madrina, car Cyril et Ray se rendent compte que leur mission actuelle semble en fait moins ambiguë moralement que leurs jours à ISIS. Archer demande à l'un des clients du bar où se trouve La Madrina, car l'homme suggère qu'il peut passer un appel pour qu'un représentant vienne les rencontrer. Pendant ce temps, Krieger apprend des médias sociaux que Ray et les autres sont en Colombie, informant un Malory inquiet de leurs intentions. Entendant un camion s'arrêter, Archer feint d'être malade et entraîne les deux dans la salle de bain, ayant réalisé qu'ils ont été vendus et que les paramilitaires sont arrivés. Les trois se faufilent par la fenêtre de la salle de bain, alors que Cyril est chargé de retirer le capuchon du distributeur du camion ennemi avant qu'il ne s'en aille. Peu de temps après, le camion du groupe surchauffe, alors que les paramilitaires se rattrapent, Cyril ayant pris par erreur le bouchon de liquide lave-glace. Archer est surpris de trouver les paramilitaires en train de baisser leurs armes, avant de se retourner pour voir pourquoi ; La Madrina et ses forces sont arrivées, la belle femme plantureuse invitant Archer et ses amis à négocier dans son enceinte. Sur le chemin, Archer bloque un appel d'un Malory inquiet avec sa dernière farce de messagerie vocale, un enregistrement élaboré de lui et Ray se battant avec des effets sonores supplémentaires. Archer et La Madrina flirtent beaucoup alors qu'elle confirme la pureté de la cocaïne et accepte un accord avec le groupe, avant qu'elle et Archer ne montent à l'étage. Le lendemain matin, une Archer fatiguée est étonnée d'apprendre que La Madrina est en fait un colonel de la police nationale colombienne, agissant comme un agent d'infiltration profond. Elle fait emmener les trois hommes en prison. Archer déplore seulement qu'il n'ait jamais rencontré le tigre de la femme, car Cyril souligne qu'ils seront probablement tués en prison pour protéger la couverture de La Madrina. De retour aux États-Unis, Lana admet s'inquiéter pour le trio, alors que Malory lui demande en larmes de récupérer son fils de Colombie. |    |                                                                    |                        |                                 |                        |
| 57 | 8  | Extraction, mode d'emploi Smugglers' Blues                         | Adam Reed              | 17 mars 2014                    | 0,87                   |
| Après le dernier épisode, Archer, Cyril et Ray sont emmenés à La Culebra, par deux flics, qui boivent beaucoup dans la jeep. Cyril voit une vache sur la route devant lui et crie « Vache ! » Le conducteur fait une embardée pour manquer la vache et finit par quitter la route et dans la jungle. Après avoir chuté, le trio se retrouve dans une jeep à l'envers, avec deux gardes incapables. En supposant que Ray est mort, Archer et Cyril tentent d'obtenir les clés des gardes. Cyril éternue, ce qui rend Archer extrêmement en colère contre lui, voyant comment Archer avait les clés dans les orteils, ils découvrent alors que Ray est toujours en vie, avec les clés dans la bouche. Après avoir libéré Cyril et Archer, le trio se retrouve dans une situation difficile, alors que Ray est à nouveau paralysé. Pendant ce temps à New York, Lana aide à mettre en place le contrat de Cherlene. Lana essaie d'appeler le téléphone d'Archer, mais obtient une lecture techno avec des lumières clignotantes dans le manoir de Cherlene. Cherlene et Pam dansent avec des bâtons lumineux, jusqu'à ce que Krieger entre et frappe l'interphone avec une clé, admettant qu'il n'était pas sûr de la façon dont Archer réussit cette farce de messagerie vocale. Malory dit qu'elle ne sait pas combien de temps elle peut en prendre et qu'elle a une migraine. De retour en Colombie, Cyril tente de prendre le commandement, mais Archer et Ray se moquent de lui. En raison de la suggestion de Ray, les trois décident de descendre une rivière en rafting. Cela provoque la panique d'Archer car l'une de ses plus grandes peurs est les crocodiles. Lana parle à Pam et Cherlene de ce qu'elles pourraient faire pour aider Malory à soulager une partie de son stress. Lana décide alors d'aider Malory à se détendre en organisant une journée au spa. Cyril demande à Archer pourquoi il a si peur des crocodiles, et Archer lui dit parce qu'il a peur de tout prédateur Apex qui a vécu l'extinction de KT. Ray en a marre qu'Archer parle de ses peurs et jette un chapeau qu'il a tissé dans la rivière, faisant sauter un crocodile et manger le chapeau. Le premier crocodile mordille l'un des gardes, puis deux autres arrivent et mangent l'autre garde. Archer lance alors un réservoir de gaz près des crocodiles, et tire dessus avec un M-16. Ray blâme Archer d'être dans la jungle mais Archer essaie de réfuter l'argument de Ray en disant que sa mère est celle qui a acheté deux mille livres de cocaïne. À New York, Malory demande à Lana où elle obtiendrait 2 000 livres de cocaïne, puis suggère qu'Archer a probablement obtenu la cocaïne du même endroit où il a contracté la maladie vénérienne qu'aucun médecin n'avait jamais vue auparavant. Cela fait paniquer Lana, Pam et Cherlene. Malory répond en disant : « Faites-moi confiance, si vous l'aviez, vous le sauriez. » Ray, toujours bouleversé par les bouffonneries folles d'Archer, allume une cigarette et jette l'allumette sur le radeau, oubliant qu'il y a eu de l'essence renversée par Archer qui a tiré sur le réservoir. Archer verse de l'essence sur Ray, puis sur Cyril, puis jette Cyril dans la rivière, lui disant qu'il doit nager pour cela. Archer se jette alors de l'essence sur lui-même, avant de sauter dans la rivière avec Ray sur ses épaules. Archer, Ray et Cyril tombent sur un réseau de stupéfiants qui envisage de faire sortir de la drogue de Colombie par avion. Après une fusillade, Archer et les gars maîtrisent le gang des stupéfiants. Après une petite dispute entre Archer et Ray, Archer admet qu'il fait des choses stupides qui mettent les autres en danger extrême, Ray dit alors que tout ce qu'il a toujours voulu, puis révèle qu'il n'est pas réellement paralysé. Alors qu'ils sont censés rentrer chez eux dans l'avion, Archer demande pourquoi ils n'utilisent plus le phrasé |    |                                                                    |                        |                                 |                        |
| 58 | 9  | L'arme à gauche Archer Vice: On the Carpet                         | Adam Reed              | 24 mars 2014                    | 1,08                   |
| L'épisode commence avec tout le gang assis dans une pièce du manoir de Cherlene . Malory commence par demander à tous ceux qui veulent passer en premier, et quand personne ne répond, elle prend son verre de scotch et le jette dans le feu qui se trouve derrière Archer, Ray et Cyril. Archer décide alors de prendre les devants, mais Malory l'interrompt, demandant à Cherlene pourquoi elle est nue à la taille. Pam couvre les seins de Cherlene avec de la crème fouettée, puis dit à tout le monde qu'il s'agit en fait de cocaïne fouettée. Cherlene dit alors qu'elle tournait pour sa pochette d'album. Flashback sur le moment où Cherlene, Pam et Krieger tournent pour la couverture de son album : Cherlene a deux popsicles de fusée devant ses seins, et Pam dirige le tournage de la couverture, et Krieger prend des photos de Cherlene sans film réel. Lana entre et leur demande à tous les trois ce qu'ils faisaient exactement. Archer, Cyril et Ray pilotent l'avion de la Colombie à la Floride et il leur reste à peine du carburant pour se rendre sur une piste d'atterrissage. Archer évoque ensuite ce qui se passera lorsqu'ils apporteront la cocaïne à la piste d'atterrissage (dans laquelle les Colombiens qui allaient atterrir là-bas) aux personnes qui les accueilleront penseront quand ils verront trois autres gars, AKA eux. Les trois hommes parlent alors de ce qu'ils vont faire, dès leur sortie de l'avion. Ray et Cyril se plaignent alors du choix du déguisement d'Archer Randy. Quand Archer sort de l'avion pour parler aux personnes à qui ils sont censés donner la cocaïne, il se fait tirer dessus avec un pistolet à sac de haricots, par un homme nommé Slater. Archer se présente alors comme Rando, et Cyril et Ray comme les frères McCracken. Après avoir parlé à Slater de l'authenticité de la cocaïne, Slater charge ensuite l'avion avec des boîtes remplies d'armes. Archer dit alors à tout le monde que Calderon paierait le gang pour lui avoir livré les armes. Lana et Malory sont choqués lorsqu'ils découvrent qu'il s'agit de Gustavo Calderon. Archer n'a aucune idée de qui c'est. Malory allume alors la télévision et montre à tout le monde que Calderon est le président de San Marcos, un pays d'Amérique centrale en pleine guerre civile. Malory crie alors qu'elle pense qu'Archer est tombé en arrière dans une « opération anti-communiste, drogue contre armes » soutenue par la CIA. Archer convient que c'est probablement exactement cela. Malory dit alors que c'est bon pour le gang, car maintenant ils pourraient être dans le trafic d'armes. Elle demande ensuite à Krieger combien de cocaïne il leur reste. Krieger raconte à tout le monde qu'il a construit un sous-marin censé transporter de la cocaïne vers d'autres pays. Quand Lana l'interroge sur la façon dont il comptait faire sortir le sous-marin de la maison, il crie : « Putain! » Il est alors révélé que Krieger a fait sauter le sous-marin avec toute la cocaïne que le gang avait. Pam demande si toute la cocaïne est partie, après avoir découvert qu'il ne reste plus rien, Pam s'effondre sur Krieger en sanglotant. Malory dit alors qu'elle prévoit d'émasculer Krieger pour avoir fait exploser toute leur cocaïne, avant que Lana ne l'arrête. Malory annonce alors qu'ils ne vendront plus de cocaïne et qu'ils sont maintenant dans le commerce des armes, peu de temps après, Malory dit au gang qu'elle a eu une longue journée et qu'elle va se coucher. Archer demande à Malory pourquoi elle est habillée, et sa réponse est qu'elle et Ron ne vont pas divorcer, qu'ils iront consulter un conseiller matrimonial et qu'ils sont maintenant dans une relation ouverte. Le téléphone de Cherlene commence à sonner et elle s'exclame que c'est Ron qui l'appelle. Malory fracasse alors la bouteille de scotch sur sa tête. Le téléphone de Pam se met à sonner, elle s'éclaircit la gorge, puis raccroche. |    |                                                                    |                        |                                 |                        |
| 59 | 10 | Vaudeville Palatin, partie 1 Archer Vice: Palace Intrigue: Part I  | Adam Reed              | 31 mars 2014                    | 0,92                   |
| Ray pilote l'avion rempli d'armes à destination de San Marcos. Archer, Lana, Cyril et Krieger parlent de qui serait qui au Breakfast Club. Cherlene et Pam ont un passager clandestin dans l'avion dans une caisse. Quand Pam demande s'ils peuvent sortir, Malory dit non. Dès que le gang débarque à San Marcos, ils sont accueillis par Calderon et ses soldats. Lorsque Calderon demande qui est en charge, Archer souligne que Malory est en charge. Malory commence à parler, mais est interrompu par Calderon quand il voit Krieger. Krieger demande pourquoi ils le regardent tous, ce à quoi Cyril répond : « Peut-être que tu es leur dieu. » Les soldats de San Marcos sortent une caisse de l'avion, lorsqu'ils entendent des voix à l'intérieur. Calderon tire sur la caisse, pensant que c'est quelqu'un de dangereux. Cherlene sort de la caisse, à la surprise de Calderon. Il lui dit qu'il est son plus grand fan et l'emmène dans son palais. Le reste du gang arrive au palais et Pam est choquée quand elle y arrive, car c'est tellement extravagant. Malory emmène Calderon pour parler de leurs conditions concernant les armes. Cyril demande à Ray pourquoi ils sont toujours coincés pour partager des chambres, et Ray se moque de lui en disant « Tu es tombé en prière devant la sinistre cabale gay Cyril, la sinistre cabale gay. » Archer est dans sa chambre en train de se dire à quel point c'est incroyable d'être un marchand d'armes international, quand une femme de chambre entre dans la pièce et lui offre des serviettes et du sexe. Archer accepte l'offre de la bonne sur le sexe. Krieger cherche plus de serviettes et Pam veut de la glace, avec Cyril, ils partent tous les trois explorer le palais. En se promenant dans le palais, ils tombent sur Cherlene et elle leur demande s'ils sont toujours à New York. Cyril lui dit qu'ils sont en Amérique centrale, elle s'exclame qu'ils sont libres d'interdire un autre pays. Les trois d'entre eux arrivent à une porte marquée réservée au personnel autorisé de la zone réglementée. Krieger dit ensuite qu'ils ne laisseraient pas simplement traîner des serviettes de valeur et de la glace. Krieger ouvre la porte, seulement pour se retrouver à regarder trois clones de lui-même. Il commence à paniquer et à pleurer, les clones lèvent les yeux de leur expérience actuelle, pleurent, puis sortent en courant de la pièce. Cyril demande alors à Krieger s'il a vu un fantôme, mais tout ce que Krieger peut dire, c'est « meh ». Pam répond alors qu'elle espère que c'était un fantôme. Pendant ce temps, Malory, Archer et Calderon parlent du paiement des armes. Calderon dit qu'il n'a pas d'argent pour payer les armes. Et puis il pointe du doigt une toile vierge qui a coûté quarante millions de dollars. Le coût de la peinture vierge étourdit Archer et Malory. C'est alors que Juliana, la femme de Calderon entre dans la pièce. Archer pris de panique se rend compte que Juliana était en fait la femme de chambre avec qui il a couché. Archer quitte la pièce très rapidement et rencontre Cyril, Krieger et Pam. Ils expliquent à Archer à propos des clones, mais Archer ne peut pas être dérangé, car il vient de coucher avec Juliana. Après que Cyril et Pam soient partis chercher des pieux et de l'ail pour tuer les clones (parce qu'ils pensent tous les deux que les clones sont des vampires), Krieger est entraîné dans une pièce par les clones. Archer rencontre alors Lana et lui dit qu'il a couché avec la femme de Calderon. Lana lui demande pourquoi il a fait ça, et il répond qu'à l'époque, il ne savait pas qu'elle était sa femme. Le conseil de Lana à Archer est de le frapper à l'aine. Cherlene tombe sur Archer et l'amène dans la salle à manger. Lorsque Calderon sort la chaise d'Archer, il dit « parce que je me retire! » Et Cherlene répond par « Phrasing boum ! » pour le plus grand plaisir d'Archer. Calderon annonce alors que l'album de Cherlene s'est vendu à un million d'exemplaires. Pour le spectateur, on voit que Calderon a acheté un million d'exemplaires de l'album de Cherlene. Un soldat entre dans la pièce et dit à tout le monde que les rebelles ont franchi la ligne et sont maintenant à portée de mortier. Cherlene pensant que c'est quelque chose qui la concerne, crie « Oh mon dieu, ça commence, CherleneMania! C'est quoi ce putain de pays hors-la-loi ? » |    |                                                                    |                        |                                 |                        |
| 60 | 11 | Vaudeville Palatin, partie 2 Archer Vice: Palace Intrigue: Part II | Adam Reed              | 7 avril 2014                    | 0,87                   |
| Les bombardements des rebelles s'arrêtent en grande partie, mais lorsque l'homme de Calderon laisse échapper que le dictateur était celui qui a acheté tous les exemplaires de l'album de Cherlene , elle hurle. Pendant ce temps, Archer émerge du garde-manger d'un majordome avec Juliana, mais avant qu'elle ne puisse révéler ses actions à son mari, Archer tire sur Cyril dans la poitrine comme une diversion. Cyril ressuscite quelques instants plus tard, après avoir porté du Kevlar sous sa chemise. Bien qu'Archer ait tiré une deuxième fois avec son arme pour empêcher Lana de le dire à Malory sur ses affaires, sa mère apprend la vérité et le punit en le frappant à l'aine avec son propre fusil. Elle accepte à contrecœur avec Lana sur la façon dont ils devraient quitter San Marcos pour leur propre sécurité. Ailleurs dans le palais, Krieger passe du temps avec ses trois clones, bien qu'aucun d'eux ne semble avoir une idée claire de leurs origines. Pendant ce temps, Cyril regarde dans la cache de véhicules de Calderon à la recherche d'une voiture de fuite pour laquelle Malory ne lui posera pas de problème, s'installant sur quelque chose hors écran. Calderon tente de convaincre Cherlene qu'il n'est pas un dictateur et n'a acheté sa musique que pour la diffuser aux citoyens de son pays pauvre afin d'améliorer leur moral. Toujours en attente de leur véhicule de fuite, Lana aide Archer à voler un tableau coûteux du palais de Calderon, soulignant comment Archer fait invariablement chaque situation sur lui-même. Pendant ce temps, dans le hall principal, Pam charge les sacs de Malory alors que Calderon affirme continuellement son amour pour Cherlene, proposant de divorcer de Juliana pour elle, ce que la femme surprend. Juliana sort une arme et révèle qu'elle a couché avec Archer, pour lequel Calderon tire son propre pistolet et vise Archer, bien que Pam saute sur le chemin de la balle. Cherlene frappe à plusieurs reprises Calderon avec sa guitare, se retournant ensuite contre Juliana, alors que Pam révèle qu'elle avait mis le gilet en Kevlar de Cyril avant de prendre le coup. Calderon interrompt le combat entre Cherlene et Juliana, déclarant Cherlene sa femme officielle alors qu'il exerce son pouvoir de divorcer de Juliana. Les Kriegers surveillent les images de sécurité alors qu'ils assemblent une arme biologique, avant que les hommes de Calderon n'entrent et révèlent que les rebelles ont pénétré dans l'enceinte. Les hommes se rendent à la présence d'un char T-72, jusqu'à ce que Cyril se révèle être le conducteur et assume le commandement du sauvetage. Archer va se moquer de lui, bien que Pam finisse par voler le moment avec sa propre blague, et Archer la chasse hors de la pièce. |    |                                                                    |                        |                                 |                        |
| 61 | 12 | Coup d'État Archer Vice: Filibuster                                | Adam Reed              | 14 avril 2014                   | 1,07                   |
| Archer pourrit dans le cachot du Palais depuis trois semaines, emprisonné à côté de Juliana et Calderon par le nouveau président Cyril. Il reçoit la visite de Lana, venue chercher l'ancienne première dame Juliana, que Cyril oblige à devenir sa femme. Au palais, Lana remet en question la nouvelle position de Cyril en tant que dictateur, que Malory soutient. Cyril jette Cherlene dans le donjon après avoir été agacé par elle. Là, elle crochète la serrure de sa cellule, libérant Archer et Calderon. Ils partent rejoindre les rebelles, au grand dam de Calderon. Ils s'arrêtent à mi-chemin dans un zoo, Archer souhaitant obtenir un tigre de compagnie. Alors qu'Archer et Calderon débattent, Cherlene laisse échapper le tigre, qui mutile et tue immédiatement Calderon. Le couple continue vers l'aéroport où ils sont capturés et emmenés aux chefs rebelles, qui ne sont autres que l'agent Holly et Slater, et qui se révèlent être des agents de la CIA soutenant les rebelles. Pendant que cela se passe, Krieger et ses clones se préparent à lancer un missile armé de gaz neurotoxique sur une cible inconnue. Krieger essaie de les arrêter, les tuant dans la lutte qui s'ensuit, les faisant tomber ainsi que lui-même de la plate-forme de lancement, les laissant tous présumés morts. Cependant, l'un des Kriegers (on ne sait pas s'il s'agit ou non du Krieger original) informe le reste du gang du missile qu'il ne peut pas désarmer. Ils vont chercher Archer et découvrent son évasion. Lana part le récupérer et est emmenée à la rencontre des chefs rebelles en même temps qu'Archer et Cherlene. Après avoir surmonté sa surprise initiale face à la situation, elle déclare que ses eaux se sont rompues... |    |                                                                    |                        |                                 |                        |
| 62 | 13 | Arrivée et départ Archer Vice: Arrivals/Departures                 | Adam Reed              | 21 avril 2014                   | 0,68                   |
| Alors que tout le monde est encore sous le choc de l'annonce que les eaux de Lana viennent de se rompre, l'agent Holly veut savoir ce que fait l'ancien équipage de l'ISIS à San Marcos. Archer et Lana lui disent qu'ils étaient là pour vendre les armes qu'ils ont obtenues de Slater à Calderon. Ensuite, ils l'informent également que Calderon a un missile à gaz neurotoxique et qu'ils ne peuvent pas arrêter le lancement, alors Holly demande à Slater de commencer l'opération Dropkick, un plan qui implique que la CIA lance une invasion totale contre les forces de Calderon. Lorsque Lana demande pourquoi la CIA vendait des armes à Calderon, pour commencer, Holly lui dit que cela faisait partie d'un plan visant à augmenter le budget annuel de l'agence, en achetant des armes à l'Iran (ou l'Irak, ou quel que soit son nom) et en vendant à Calderon. Mais étant donné qu'ils n'avaient que de la cocaïne au lieu d'argent liquide, ils avaient besoin de quelqu'un pour la vendre. Archer et Lana réalisent enfin qu'ils ont essayé de vendre les médicaments de la CIA. Lorsque Holly prétend qu'Archer était dans le plan depuis le début, Lana étouffe furieusement Archer, au grand dam de Cherlene. Lorsque Holly envisage de les emmener sur un site noir, Lana désarme rapidement quelques gardes, capture Holly et Slater et dit : « Maintenant alors... sortons ce bébé de moi. » Pendant ce temps, Ray et un Krieger encore commotionné informent Cyril qu'ils essaient toujours de désarmer le missile. Lorsque Malory suggère qu'ils doivent partir, Cyril refuse, déclarant qu'il est toujours président à vie. Cependant, il change rapidement d'avis lorsqu'il apprend que non seulement une frappe aérienne américaine se dirige vers l'intérieur, mais que sa première dame Juliana le trompe. Malory ordonne à Pam et Cyril de piller ce qu'ils peuvent avant de partir. Lorsque Juliana s'y oppose, Malory déclare que son régime est terminé et qu'elle a vu suffisamment de coups d'État pour savoir que les choses ne se termineront pas bien pour elle. De retour à l'aéroport, Lana a de plus en plus de contractions. Réalisant que la frappe aérienne va commencer sous peu, Archer envoie Cherlene préparer le jet de Calderon pour le décollage, emmenant Holly et Slater comme ses captifs. Pendant ce temps, sur le site du missile, avec seulement 6 minutes pour le lancement, Krieger dit à Ray qu'à part le gaz neurotoxique, le missile lui-même est fondamentalement inoffensif. Tous deux élaborent un plan de fortune... De retour au palais, Cyril, Malory et Pam, tous vêtus de fourrures chères et transportant des butins volés, prennent l'une des voitures de Calderon. et dirigez-vous vers l'aéroport, frappant presque Krieger et Ray, qui transportent la cartouche de gaz neurotoxique du missile. Alors que le missile se lance, le reste du gang continue vers l'aéroport, juste au moment où la frappe aérienne arrive et détruit le palais. Quand ils arrivent à l'aéroport, Malory prend les choses en main, expulsant Archer du bureau de Holly. Pendant qu'elle rassure Lana, Pam aide Lana à donner naissance à son bébé. Alors que Cyril, Ray et Krieger discutent de qui avait quoi dans le pool de donneurs de sperme, Archer admet qu'il ne peut pas aider Lana. Quelques minutes plus tard, les cris d'un nouveau-né se font entendre, puis Archer frappe Cyril au visage avec excitation. Puis Pam annonce que c'est une fille, et que, « Celui qui a eu un black, paye! Ouais, on s'est fait un petit quadroon! ». À bord du jet, alors que Lana tient son bébé dans ses bras, Malory la félicite pour la naissance en lui disant « Tu as bien fait, Kiddo ». Lana dit qu'elle arrête, parce qu'elle a l'habitude que Malory lui mente, mais pas Archer. Malory la rassure sur le fait qu'Archer n'avait aucune idée qu'elle avait conclu un accord avec la CIA et lui rappelle que depuis que Lana la connaît, elle n'a jamais été honnête avec son fils. Malory informe alors Archer que Lana et le bébé vont bien. Cherlene demande si Krieger peut mettre une puce dans le cerveau de Pam pour l'aider avec son problème de cocaïne comme il l'a fait avec elle pour qu'elle puisse chanter. Krieger informe le gang qu'il n'a jamais vraiment mis de puce électronique, mais à la place, c'était simplement un autocollant du sac à dos d'un astronaute LEGO. Pendant ce temps, l'agent Holly est furieux contre Malory que la CIA ait perdu 50 millions de dollars de cocaïne, grâce à elle et au gang. Malory lui donne le tableau qu'elle a pillé d'une valeur de 40 millions de dollars et déclare qu'entre cela et le gaz neurotoxique, il pourrait obtenir une promotion, lui permettant de sous-traiter du travail à l'ISIS et de réparer ses bureaux. Lorsque Holly rejette l'idée, Malory lui dit qu'elle va présenter son offre à Slater, « Parce que tu as soudainement décidé de faire du parachutisme », et pointe une arme sur lui. Holly répond par « Je pense que nous pourrions avoir un accord ici. » Archer vérifie Lana, qui allaite le bébé. Elle lui dit que la nuit avant son opération du cancer, il lui a dit ivre que Malory l'avait convaincu de geler son sperme au cas où quelque chose lui arriverait. Comme elle lui dit aussi qu'elle l'aime toujours, les acouphènes d'Archer agissent brièvement. Quand ça s'arrête, il demande au bébé ce que Lana dit à plusieurs reprises. Après la troisième fois, le bébé lève son doigt, comme s'il disait « juste une minute »... comme le fait Archer. Puis il laisse échapper un « meep » choqué, réalisant ce qui se passe. Lana dit ensuite : « Sterling Archer, j'aimerai que vous rencontriez votre fille, Abbiejean. » |    |                                                                    |                        |                                 |                        |

## DVD
L'intégrale de la saison 5 est sortie le 6 janvier 2015 aux États-Unis chez 20th Century Fox, l'audio est uniquement en anglais (ASIN B00ICR6Q1A)